# Desigualtat de Gibbs

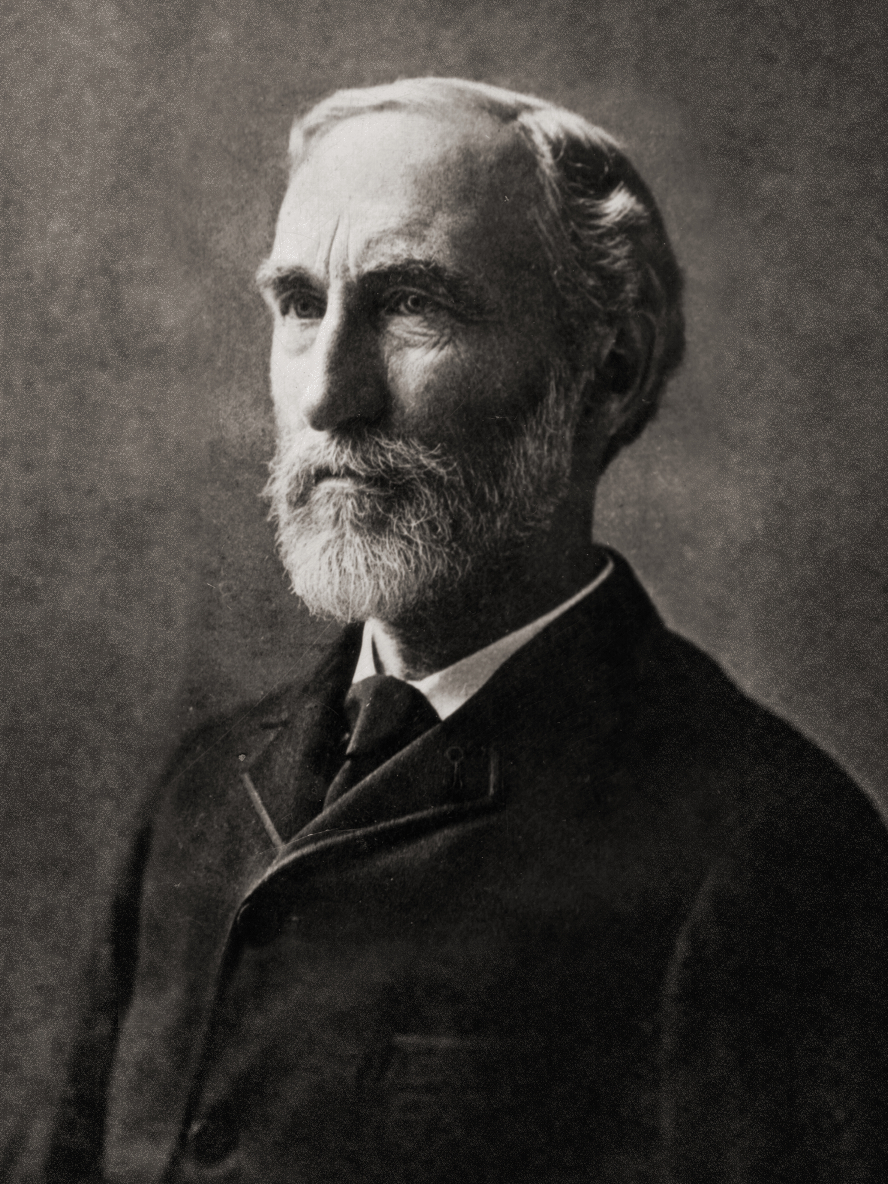
Josiah Willard Gibbs

En teoria de la informació, la desigualtat de Gibbs és una declaració sobre l'entropia de la informació d'una distribució de probabilitat discreta. Moltes altres cotes en l'entropia de les distribucions de probabilitat deriven de la desigualtat de Gibbs, inclosa la desigualtat de Fano. Va ser presentada per primer cop per J. Willard Gibbs en el segle XIX.

## Desigualtat de Gibbs
Sigui 
{\displaystyle P=\{p_{1},\ldots ,p_{n}\}}
una distribució de probabilitat discreta. Llavors per qualsevol altra distribució de probabilitat
{\displaystyle Q=\{q_{1},\ldots ,q_{n}\}}
La desigualtat següent entre quantitats positives (des de pi i qi és entre zero i un) controls::68
{\displaystyle -\sum _{i=1}^{n}p_{i}\log p_{i}\leq -\sum _{i=1}^{n}p_{i}\log q_{i}}
amb igualtat si i només si
{\displaystyle p_{i}=q_{i}}
per tot i. En paraules, l'entropia de Shannon d'una distribució P és menor o igual a la seva entropia creuada amb qualsevol altra distribució Q.
La diferència entre dues quantitats és la divergència de Kullback-Leibler o l'entropia relativa, així doncs també es pot escriure la desigualtat com::34
{\displaystyle D_{\mathrm {KL} }(P\|Q)\equiv \sum _{i=1}^{n}p_{i}\log {\frac {p_{i}}{q_{i}}}\geq 0.}
Noti's que l'ús de logaritmes de base 2 és opcional i que permet referir-se a la quantitat en cada costat de la desigualtat com la quantitat d'informació en bits.

## Demostració
Per simplicitat, s'utilitza el logaritme natural (ln), ja que
{\displaystyle \log a={\frac {\ln a}{\ln 2}},}
El logaritme en particular que s'utilitzi només escala la relació.
Sigui {\displaystyle I} el conjunt de tots els índexs {\displaystyle i} pels quals pi és diferent a zero. Llavors, com que {\displaystyle \ln x\leq x-1} per tot x > 0, amb igualtat si i només si x=1, es té:
{\displaystyle -\sum _{i\in I}p_{i}\ln {\frac {q_{i}}{p_{i}}}\geq -\sum _{i\in I}p_{i}\left({\frac {q_{i}}{p_{i}}}-1\right)}{\displaystyle =-\sum _{i\in I}q_{i}+\sum _{i\in I}p_{i}=-\sum _{i\in I}q_{i}+1\geq 0}
L'última desigultat és una conseqüència del fet que pi i qi formen part d'una distribució de probabilitat. En particular, la suma de tots els valors diferents de zero és 1. Alguns termes no-zeros qi, tanmateix, poden haver estat exclosos ja que la tria d'índexs depèn dels termes pi diferents a zero. Per tant, la suma dels qi pot ser inferior a 1.
Fins aquí, en el conjunt d'índexs {\displaystyle I}, es té:
{\displaystyle -\sum _{i\in I}p_{i}\ln {\frac {q_{i}}{p_{i}}}\geq 0},
o equivalentment
{\displaystyle -\sum _{i\in I}p_{i}\ln q_{i}\geq -\sum _{i\in I}p_{i}\ln p_{i}}.
Tots dos sumatoris poden ser estesos a tots els índexs {\displaystyle i=1,\ldots ,n}, és a dir, incloent {\displaystyle p_{i}=0}, recordant que l'expressió {\displaystyle p\ln p} tendeix a 0 a mesura que {\displaystyle p} tendeix a 0, i {\displaystyle (-\ln q)} tendeix a {\displaystyle \infty } a mesura que {\displaystyle q} tendeix a 0. S'arriba a 
{\displaystyle -\sum _{i=1}^{n}p_{i}\ln q_{i}\geq -\sum _{i=1}^{n}p_{i}\ln p_{i}}
Per tal que hi hagi igualtat, cal que
1. {\displaystyle {\frac {q_{i}}{p_{i}}}=1} per tot {\displaystyle i\in I} perquè apliqui l'igualtat {\displaystyle \ln {\frac {q_{i}}{p_{i}}}={\frac {q_{i}}{p_{i}}}-1},
2. i {\displaystyle \sum _{i\in I}q_{i}=1} que significa que {\displaystyle q_{i}=0} si {\displaystyle i\notin I}, és a dir, {\displaystyle q_{i}=0} si {\displaystyle p_{i}=0}.

Això pot passar si i només si {\displaystyle p_{i}=q_{i}} per {\displaystyle i=1,\ldots ,n}.

## Demostracions alternatives
Alternativament, el resultat pot ser demostrat usant la desigualtat de Jensen, la desigualtat de la suma de logaritmes, o el fet que la divergència de Kullback-Leibler és una forma de divergència de Bregman. A continuació es mostra una demostració basada en la desigualtat de Jensen:
Com que el logaritme és una funció còncava, es té que:
{\displaystyle \sum _{i}p_{i}\log {\frac {q_{i}}{p_{i}}}\leq \log \sum _{i}p_{i}{\frac {q_{i}}{p_{i}}}=\log \sum _{i}q_{i}\leq 0}
On la primera desigualtat és deguda a la desigualtat de Jensen, i la darrera igualtat és deguda a la mateixa raó que es dona en la demostració principal, més amunt.
A més, com que {\displaystyle \log } és estrictament còncava, per la condició d'igualtat de la desigualtat de Jensen es té igualtat com
{\displaystyle {\frac {q_{1}}{p_{1}}}={\frac {q_{2}}{p_{2}}}=\cdots ={\frac {q_{n}}{p_{n}}}}
i
{\displaystyle \sum _{i}q_{i}=1}
Suposi's que aquest ràtio és {\displaystyle \sigma }, llavors es té que
{\displaystyle 1=\sum _{i}q_{i}=\sum _{i}\sigma p_{i}=\sigma }
On s'ha usat el fet que {\displaystyle p,q} són distribucions de probabilitat. Per tant, la igualtat es dona quan {\displaystyle p=q}.

## Corol·lari
L'entropia de {\displaystyle P} és fitada per::68
{\displaystyle H(p_{1},\ldots ,p_{n})\leq \log n.}
La demostració és trivial - agafi's {\displaystyle q_{i}=1/n} per tot i.